# كاسيوس بالوي
كاسيوس بالوي (بالإنجليزية: Cassius Baloyi)‏ مواليد 5 نوفمبر 1974 في جنوب أفريقيا، هو ملاكم جنوب أفريقي سابق صنّف ضمن فئة وزن الريشة. حقق بطولة الاتحاد الدولي للملاكمة.

## المسيرة الاحترافية
من نزالاته:
- خسر أمام مزونكي فانا (01-09-2010).
- خسر أمام جيري سانت كلير (29-07-2006).
- خسر أمام فيليب إندو (03-11-2001).

## إحصائيات
خاض خلال مسيرته 46 نزالا، فاز في 37 وتعادل في 1 وخسر في 8. فاز بالضربة القاضية في 19 نزالا.

## روابط خارجية
- كاسيوس بالوي على موقع بوكس ريك (الإنجليزية) (registration required)